# Fram Rupes
La Fram Rupes è una struttura geologica della superficie di Mercurio.